# Tiefensensibilität
Der Begriff Tiefensensibilität (auch propriozeptive Wahrnehmung) bezeichnet die Wahrnehmung bestimmter Reize aus dem Körperinneren. Abhängig von der Lage der Rezeptoren wird ihr die Oberflächensensibilität gegenübergestellt. Die Tiefensensibilität wird der Interozeption zugeordnet und liefert die für die Propriozeption wesentlichen Informationen:
- Lagesinn (oder Positionssinn[1]), der Informationen über die Position des Körpers im Raum und die Stellung der Gelenke und des Kopfes liefert
- Kraftsinn, der Informationen über den Spannungszustand von Muskeln und Sehnen liefert
- Bewegungssinn (oder Kinästhesie, von altgriechisch κινέω kineō, deutsch ‚bewegen, sich bewegen‘ und altgriechisch αἴσθησις aisthēsis, deutsch ‚Wahrnehmung, Erfahrung‘), durch den eine Bewegungsempfindung und das Erkennen der Bewegungsrichtung ermöglicht wird.

Bei der Tiefensensibilität geht es überwiegend um die Eigenwahrnehmung des Körpers. Eng verwandt sind die vestibuläre Wahrnehmung, mit der Lageveränderungen und Lagewechsel wie Rotationen wahrgenommen werden können, die taktile Wahrnehmung (Oberflächensensibilität) sowie die Wahrnehmung der inneren Organe (Entero- oder Viszerozeption).

## Säugetiere
Die propriozeptive Wahrnehmung basiert auf Rezeptoren in Gelenken, Muskeln (Muskelspindeln) und Sehnen (Golgi-Sehnenorgane).
Die Propriozeption nimmt Informationen aus Muskeln, Sehnen und Gelenkkapseln auf. Wahrnehmung der Stellung und Bewegung des Körpers im Raum, durch spezifische Rezeptoren (Propriozeptoren) registrierte Informationen über Muskelspannung (Golgi-Sehnenorgan), Muskellänge (Muskelspindel) und Gelenkstellung beziehungsweise Bewegung werden zum Teil auf Rückenmarkebene (monosynaptisch) verschaltet (propriozeptive Reflexe).
Die Propriozeption wird dem Gehirn über die Tractus spinocerebellares anterior et posterior sowie die Hinterstrangbahnen zugeleitet.
Die Tiefensensibilität macht zum Beispiel das Gehen erst möglich, aber auch das Greifen und andere Tätigkeiten. Tänzer, Akrobaten, Jongleure, Musiker, Seiltänzer, Sportler, Bergsteiger und Fahrradfahrer brauchen eine ausgeprägte Tiefensensibilität. Wird sie gestört, zum Beispiel durch Krankheiten, Medikamente oder Drogen wie Alkohol, sind auch vertraute Bewegungen plötzlich schwierig bis unmöglich, bei Handwerkern ist die Gefahr von Arbeitsunfällen erhöht.